# Pseudanthias ventralis
Pseudanthias ventralis är en fiskart som först beskrevs av Randall, 1979.  Pseudanthias ventralis ingår i släktet Pseudanthias och familjen havsabborrfiskar. IUCN kategoriserar arten globalt som livskraftig.

## Underarter
Arten delas in i följande underarter:
- P. v. hawaiiensis
- P. v. ventralis